# Ursula Poznanski
Ursula Poznanski (* 30. října 1968 Vídeň) je rakouská spisovatelka. Za thriller Erebos obdržela v roce 2011 německou cenu za literaturu pro mládež.

## Životopis
Po ukončení gymnázia studovala Poznanski na Vídeňské univerzitě postupně japanologii, publicistiku, právo a divadelní vědu, žádný obor však nedokončila. Od roku 1996 byla zaměstnána jako redaktorka v odborném zdravotnickém nakladatelství. Po narození syna v roce 2000 se scénářem k milostné komedii zúčastnila soutěže Rakouského rozhlasu, nebyla však mezi oceněnými. V roce 2001 přijalo rakouské nakladatelství Dachs její rukopis Buchstabendschungel (Džungle písmen), který pak vyšel roku 2003. V následujících letech uveřejnila další knížky pro děti a zároveň připravovala první román pro mládež. Když však při hledání vhodného nakladatele zjistila, že kniha neodpovídá aktuálním požadavkům trhu, napsala svůj první thriller s názvem Erebos, který vydalo v roce 2010 nakladatelství Loewe. Roku 2011 obdržela za tento román německou cenu za literaturu pro mládež.
Ursula Poznanski žije se svou rodinou jižně od Vídně. Jejím koníčkem je geocaching.

## Dílo (výběr)

### Dětské knihy
- Theo Piratenkönig, Dachs, Wien 2003, ISBN 3-85191-308-6.
- Buchstabendschungel, Dachs, Wien 2003, ISBN 3-85191-308-6.
- Spanier küssen anders, G&G, Wien 2008, ISBN 978-3-7074-0402-9.

### Thrillery
- Erebos, Loewe, Bindlach, 2010, ISBN 978-3-7855-7788-2 (česky Erebos: hra, která zabíjí!. 1. vyd. Praha: Fragment, 2011. 319 S. Překlad: Karolína Kousalová).
- Saeculum, Loewe, Bindlach, 2011, ISBN 978-3-7855-7028-9. (česky Saeculum: uprostřed lesů začíná boj o život. 1. vyd. Praha: Fragment, 2014. 478 S. Překlad: Vladana Hallová
- Layers, Loewe, Bindlach, 2015, ISBN 978-3-7855-8230-5.
- Elanus, Loewe, Bindlach, 2016, ISBN 978-3-7855-8231-2.

### Beatrice Kaspary
- Fünf, Wunderlich, Reinbek, 2012 ISBN 978-3-8052-5031-3 (česky Pět. 1. vyd. Praha: Knižní klub, 2015. 319 S. Překlad: Blanka Pscheidtová).
- Blinde Vögel, Wunderlich, Reinbek, 2013 ISBN 978-3-8052-5045-0. (česky Slepí ptáci 1. vyd. Praha: Knižní klub, 2016. 360 S. Překlad: Blanka Pscheidtová).
- Stimmen, Wunderlich, Reinbek, 2015 ISBN 978-3-8052-5062-7. (česky Hlasy 1. vyd. Praha: Knižní klub, 2017. 328 S. Překlad: Blanka Pscheidtová).
- Schatten, Wunderlich, Reinbek 2017 ISBN 978-3-8052-5063-4. (česky Stín 1. vyd. Praha: Kalibr, 2019. 328 S. Překlad: Lenka Vosičková).